# Fabio Rubiano
Fabio Rubiano Orjuela (Fusagasugá, 22 de marzo de 1963) es un actor de cine, teatro y televisión, director, dramaturgo y escritor colombiano.

## Estudios
Estudió temporalmente las carreras de  bioquímica en la Universidad Antonio Nariño, biología en la Universidad Nacional de Colombia, ingeniería industrial en la Universidad Libre (Colombia) y economía en la Universidad de La Salle (Bogotá); graduándose finalmente de licenciado de Arte Dramático en la Universidad del Valle así como arte dramático en la Escuela Superior de Teatro de Bogotá.

## Carrera

### Inicios
Rubiano nació en Fusagasugá, Cundinamarca. Después de desempeñarse en varios oficios y de iniciar varias carreras universitarias decidió seguir su vocación y convertirse en actor de teatro. Tras aparecer en varias producciones teatrales, en 1992 apareció en la serie cómica de televisión Vuelo secreto interpretando a Daniel. Un año más tarde integró el elenco de la serie Crónicas de una generación trágica y en 1995 actuó junto a Jorge Cao y Birgit Bofarull en la telenovela Pecado santo.

### Reconocimiento
Sus interpretaciones lo llevaron a hacer parte del elenco de La mujer del presidente, producción donde actuó junto a actores como Robinson Díaz, Sandra Reyes y Cristina Umaña. Finalizó la década de 1990 actuando en otras producciones de televisión como La sombra del arco iris, Francisco el matemático y El fiscal.
La película Terminal de Jorge Echeverry fue su primera aparición en cine en la década de 2000. En dicha producción interpretó a Julián junto a las actrices Victoria Góngora y Bibiana Navas. Más tarde integró el reparto de producciones para televisión como La lectora (2002), Merlina mujer divina (2006), Tiempo final (2008), El día de la suerte (2013) y Venganza (2017). Desde el año 2001 es docente en la Maestría en Escrituras Creativas de la Universidad Nacional. Junto a la actriz Marcela Valencia fundó el teatro Petra.
Estuvo seis años en el taller permanente de investigación de Santiago García del teatro La Candelaria. Ha participado en numerosos cursos de dramaturgia impartidos por José Sanchis Sinisterra, Carlos José Reyes, Marco Antonio De La Parra, Mauricio Kartun, Rafael Spregelburd, Víctor Viviescas, entre otros. Recibió el Premio Nacional de Dirección Teatral en 2013. En el 2011, su obra Sara dice recibió el Premio a la mejor obra 2010-2011 de la FGAA.
Ha escrito más de 20 obras de teatro, de las cuales cuatro han recibido el Premio Nacional de Dramaturgia: Gracias por haber venido (1996), Cada vez que ladran los perros (1997), La penúltima cena (1999) y El Natalicio de Schumann (2009). Ha sido merecedor de cinco becas de creación del Ministerio de Cultura; cuatro de sus obras han ganado premios de coproducción y dos han sido escritas gracias a residencias en el exterior (España y México). En el 2015 escribe Labio de Liebre una pieza de gran formato sobre el posconflicto que lanza en coproducción con el Teatro Colón en Bogotá y es llevada a Europa en varias giras. Compañías de Eslovenia, Chile, México, Estados Unidos, Perú, España y Francia han montado sus obras. De igual forma, algunos de sus textos han sido traducidos al francés, inglés, esloveno, chino y portugués.
En el 2017 escribe Yo (No) Estoy Loca un monólogo basado en historias reales de Marcela Valencia y otras mujeres. En 2018 abren La Santa Sede que sería entonces una de las salas de teatro más esperadas por sus seguidores devotos, la casa del Teatro Petra.

## Filmografía

### Televisión
- 2022 - Gospel
- 2021 - Interiores[4]
- 2019 - El general Naranjo
- 2019 - Historia de un Crimen: Colmenares
- 2017 - Venganza
- 2013 - Alias el Mexicano
- 2013 - El día de la suerte
- 2011 - Infiltrados
- 2009 - Kdabra
- 2012 - Escobar: El Patrón del Mal
- 2008 - Tiempo final
- 2008 - El ultimo matrimonio feliz
- 2007 - Marido a Sueldo
- 2007 - Mujeres asesinas
- 2006 - Merlina mujer divina
- 2002 - La lectora
- 1999 - El fiscal
- 1999 - Francisco el matemático
- 1997 - La mujer del presidente
- 1996 - Leche
- 1995 - Pecado santo
- 1993 - Crónicas de una generación trágica
- 1992 - Vuelo Secreto

### Cine
- 2018 - Amalia la secretaria
- 2014 - Carta al Niño Dios
- 2012 - Sanandresito
- 2004 - La esquina
- 2003 - Malamor
- 2003 - Tres hombres tres mujeres
- 2000 - Terminal

## Obras escritas
- 1987 - El negro perfecto
- 1989 - Desencuentros
- 1992 - María Es-Tres
- 1993 - Amores simultáneos
- 1996 - La penúltima cena
- 1997 - Gracias por haber venido
- 1998 - Hienas, chacales y otros animales carnívoros
- 1999 - Ornitorrincos: cada vez que ladran los perros
- 2000 - Me estás mirando ¿verdad?
- 2002 - Mosca
- 2004 - Dos hermanas (una comedia de una tragedia)
- 2008 - Pinocho y Frankenstein le tienen miedo a Harrison Ford
- 2010 - Imago Mundi
- 2010 - Sara dice
- 2010 - El natalicio de Schumann
- 2012 - El vientre de la ballena
- 2013 - Lo que más miedo
- 2014 - Príncipe y princesa
- 2015 - Labio de liebre
- 2017 - Yo (no) estoy loca
- 2018 - Cuando estallan las paredes
- 2019 - Historia patria (no oficial)
- 2019 - El crimen de la Calle Fuencarral
- 2021 - Historia de una oveja

## Libros publicados
- 1998 - Cada vez que ladran los perros
- 2017 - Soy asesino y padre de familia
- 2020 - Teatro en contra, once obras
- 2020 - Labio de liebre, novela gráfica con Pipex